# YB-60轟炸機
Convair YB-60康維爾於1950年代初研製，由B-36和平締造者轟炸機改造的噴射轟炸機。

## 發展

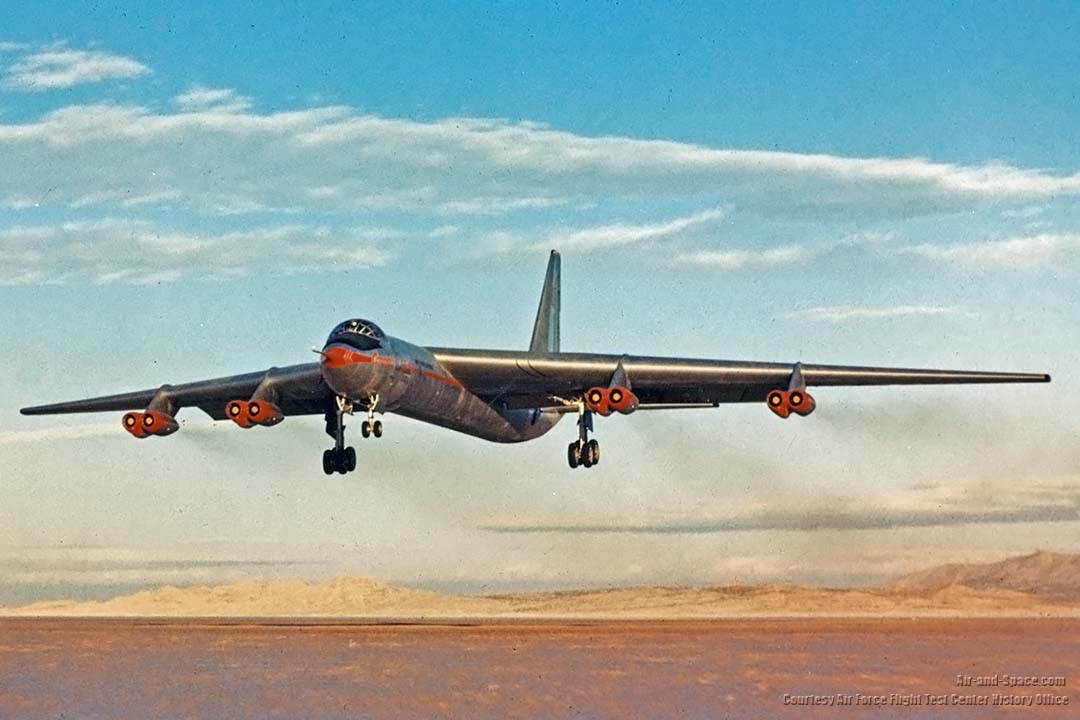
降落在加州羅傑斯干湖的YB-60

1950年8月25日，康維爾發布了關於採用全噴射推進，並且使用後掠翼的B-36改型的正式提案。空軍對此非常感興趣，並於1951年3月15日授權康維爾將兩架B-36F（49-2676和49-2684）改裝為B-36G。由於新款的結構與原本的B-36截然不同，因此很快將名稱更改為YB-60。
YB-60與B-36具有72%的零件通用性。兩架飛機的機身結構基本相同，儘管由於B-36安裝在機頭的雷達和轟炸系統可靠性較差，因此B-60並未沿用。為了進行最初的飛行測試，YB-60的機頭更流線型；並在主起落架外側添加了一個楔形插入物，以增加機翼後掠角，尾翼表面也進行後掠角修改。後掠翼也使用了許多B-36的零件。YB-60使用可轉向尾輪以防止飛機向後傾斜。（在空中時也可以作為重力分配的一環）
YB-60的(非官方承認)競爭對手為波音的B-52同溫層堡壘戰略轟炸機。因為康維爾是由現有的B-36進行改裝，因此比起從頭研發的B-52，YB-60的研發成本十分低廉。與B-52一樣，YB-60採用8具普惠J57-P-3渦輪噴射引擎，成對安裝在懸掛於機翼下方的四個發動機吊艙中。在此引擎配置之前，康維爾曾評估了六具渦輪螺旋槳發動機方案和配有12具J47發動機的方案。
第一架YB-60原型機的乘員人數為5人；第二架的編制則為9人而量產型的B-60將與B-36有相似的防禦武器。序號49-2676的YB-60於1952年4月18日首飛，由Beryl Erickson駕駛。(比YB-52晚三天）。YB-60的速度比YB-52慢約100mph(160km/h)，並且由於其控制的設計是針對低速飛行，因此在高速航行中也存在一定的問題。雖然YB-60具有更重的炸彈負載——72,000lb(33,000kg)，而YB-52為43,000lb(20,000kg)——但考慮到YB-60的其他缺點，空軍最終選擇YB-52 後來，而後B-52的新版本「大肚(big belly)」的載彈量增加到60,000pounds(27,000kg)。而後，YB-60的飛行測試計劃於1953年1月20日取消，累計飛行時間為66小時。第二架原型機已接近完工，但其引擎尚未安裝，其他設備安裝也尚未安裝完成。兩架YB-60雖均於1954年正式被空軍接收，然而兩架機身均於7月報廢。而該計劃成本為1,430萬美元。

康維爾原本打算將YB-60改造成客機，但其翼展和重量實在太過龐大，比起波音即將推出的707系列大上許多。該公司決定改用康維爾880與之競爭。

## 外部連結
- Convair YB-60 （页面存档备份，存于）
- "Heavies of the U.S. and Russian air forces", Popular Mechanics, June 1952, p. 93.